# Музична академія (журнал)

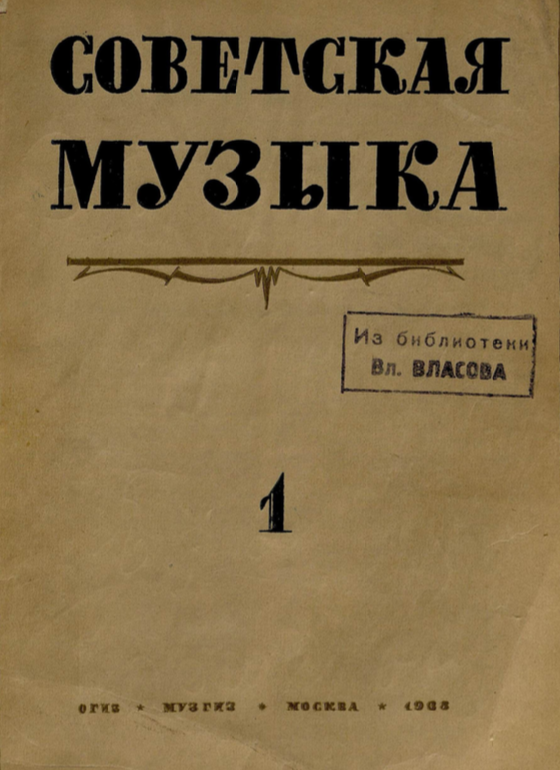
Обкладинка журналу «Радянська музика». 1933, № 1.

Музична академія (до 1992 року — Радянська музика) — російський щоквартальний музичний науково-теоретичний і критико-публіцистичний журнал. Входить до списку журналів, що рецензуються,  рекомендованих ВАК РФ для опублікування результатів досліджень докторських і кандидатських дисертацій у галузі мистецтвознавства.

## Історія
У 1933 засновано як щомісячний музичний журнал Спілки композиторів СРСР і Міністерства культури СРСР.
У 1941-1946 журнал не видавався.
У 1943-1946 випускалися збірники статей «Радянська музика». Всього вийшло 6 збірок. У 1946 році журнал «Радянська музика» почав виходити в колишньому режимі.
У 1951-1958 виходив з нотним додатком. У 1979 році тираж становив 21 тисячу примірників.
У радянські часи в журналі публікувалися статті, присвячені творчості композиторів, музикантів-виконавців та колективів, вчених-музикознавців, проблемам музичної науки, питанням розвитку національної і етнічної музичних культур, спадщини і освіти, виконавчої майстерності. Також у журналі розміщувалися дискусійні матеріали, критичні статті та рецензії на концерти і театральні вистави, книжкові та нотні видання, хроніка вітчизняного та зарубіжного музичного життя. До складу редакційної колегії журналу входили відомі радянські композитори і музикознавці. Так, з 1946 по 1975 роки до складу редакційної колегії входив Д. Д. Шостакович.
З 1992 року журнал видається під новою назвою — «Музична академія». Засновники: Союз композиторів Росії, Міністерство культури Російської Федерації, ТОВ видавництво «КОМПОЗИТОР», колектив журналу «Музична Академія».

## Головні редактори
- Н. І. Челяпов (1933-1937).
- М. А. Грінберг (1937-1939).
- Д. Б. Кабалевський (1940-1946).
- А. А. Николаєв (1947).
- М. В. Коваль (1948-1952).
- Г. Н. Хубов (1952-1957).
- Ю. В. Келдиш (1957-1961).
- Е. А. Грошева (1961-1970).
- Ю. С. Корев (1970-2012).
- М. В. Воїнова (2012-2018).
- Я. І. Тимофєєв (з 2018).